# خليل بازمان
خليل بازمان (بالتركية: Halil Bezmen)‏ (1939-)، كاتب ورجل أعمال تركي ولد في إسطنبول، عُرف باسم (رهشان عفيفي) خاصة في الرأي العام التركي، اشتهرعندما أطلق المجلس القومي الكبير التركي سراحه من السجن في 12 ديسمبر عام 2000 باتهامات الاحتيال على إدارة المياه والصرف الصحي لاسطنبول وتهريب الأثار التاريخية والتهرب الضريبي. سافر بازمان خارج البلاد وفي نهاية الفترة عُرف بكتبه التي كتبها.
هو حفيد خليل علي بك بزمان أحد أوائل الصناعيين في تركيا، والابن الأكبر لفؤاد بزمان. بعد تخرجه من المدرسة الابتدائية في إسطنبول، واصل تعليمه في سويسرا. تخرج من قسم الهندسة الميكانيكية في زيورخ، وبعد عودته إلى تركيا، بدأ العمل في شركة عائلته تسمى سنترال المنسوجات والتي تأسست عام 1929.
بعد حوالي عشر سنوات تم تعيينه مديرًا عامًا للشركة. في هذه السنوات، أصبحت الشركة من بين أكبر 10 شركات عائلية في تركيا، إلا أن والده فؤاد بزمن أدلى بتصريحات حط من قدر ابنه في وسائل الإعلام بمزاعم أنه أفلس الشركة.
كان بازمان يجيد اللغة الإيطالية والإنجليزية والألمانية والفرنسية إلى جانب اللغة التركية، وفي المقابلة التي أجرتها معه إحدى المجلات قال:(لقد صنعت مال العبودية، إذا لم تستخدموا الثروة فستستخدمكم هي، أنا أريد أن تكون بعد ذلك ذكرى خليل بازمان بالكاتب فقط ليس بدعوة الكلور أو ابتزاز إدارة المياه والصرف الصحي لاسطنبول أو بتهريب الأثار التاريخية، من أجل ذلك فإن النسخة السابعة لكتابي جاهزة ولذلك أتممت تجهيزات كتبي الثلاثة، تربيت بمعاش قدره 970 ليرة تركية بالإضافة للمال الذي يأتي من إيجار منزل أمي، أركب السيارة من عشر سنوات ومنذ عام 1983 وأنا أقيم في نفس البيت الذي نشأت فيه). وصرح أنه بعدما خسر ثروته البالغة نصف مليار دولار بدأ يعيش حياة طبيعية. ظل والده فؤاد بزمن غاضبًا منه لمدة عشر سنوات حتى وفاته عام 2011 وأعلن أنه لا يستطيع التعايش معه.

## دعوة إدارة المياه والصرف الصحي باسطنبول
رفعت دعوة في حق بازمان عام 1993 إلي إدارة المياه والصرف الصحي لاسطنبول وشركة باسم الأمان الزراعي بسبب ارتفاع ثمن بيع الكلور وقال بازمان في الدعوة معطياً إفادته (نعم، لقد خدعت الدولة) وفي هذه الدعوة جاء تصريح بإعطائه رشوة لأحدهم في إدارة المياه والصرف الصحي لاسطنبول، بعد ذلك بفترة قصيرة إختفي بازمان من الوسط وارتفع سعر الكلور في السوق من 2500 إلي 13595 ليرة تركية وثبت البيع علي هذا السعر، وبالرغم من حادثة الاحتيال لم يتم تسليم الكلور بسبب أخذ اموال بازمان، وبسبب هذه الإتفاقية لحقت بإدارة المياه والصرف الصحي بين سنة 1989 الي 1993 خسارة كبيرة قدرها 31 مليار ليرة تركية، وأثناء الدعوة هرب بازمان لأول مرة إلي القدس عام 1994

## تهريب الأثار
وعندما كانت الإدعاءات في حق خليل بازمان عن سرقة الأثار التاريخية في 14 ديسمبر عام 1994 تم ضبط الأشخاص المدعوين سليم ايدس وسمره ايدس وزوجته السابقة أسيل نادر في ميناء حيدر باشا وادعوا أنهم ينتمون إلي ايشه جول تاجيمر وتم ضبط الأثار التاريخية ونقلوا أربعة أشخاص إلي السجن علي قيد التحقيق وتم العثور أيضا علي بيت في شارع كوشوك سو تاليم خانة وجدوا به عدد كبير من الأثار التاريخية (خاصة قطع للسرايا العثمانية) ، وبعد هذه الحادثة أخذ بازمان صدي كبير في أخبار الولايات المتحدة الأمريكية ، وبدأ المسئولون الأتراك البحث بشأن بازمان واتخذوا قراراً بإزالته  وبعد ذلك تم الكشف عن تهريب في الولايات المتحدة دون تأشيرة. وفي شهر مارس عام 2003 عاد بازمان إلي تركيا وعندما عاد أٌرسل إلي سجن ميتريس  واعتقل فيه وتم حبسه بسبب المستندات الرسمية المزورة والتي ظهرت في الولايات المتحدة الأمريكية وجرائم التهريب، ومع ذلك هرب بازمان من دعوة تهريب الأثار وأصدرت برأته وتقرر أن موضوع الأثار يتبع التاريخ.